# 聖若瑟修院及聖堂
聖若瑟修院及聖堂（葡萄牙語：Seminário e Igreja de São José），是一座位於澳門風順堂區的天主教修院大樓，以及屬於修院一部分的巴洛克風格聖堂，前者由耶穌會會士於1728年創辦，而聖若瑟修院聖堂則建成於1746至1758年之間。聖若瑟修院成立之初是同為耶穌會創辦的聖保祿學院（現大三巴牌坊前身）的分院，專門用以培訓往赴中國內地傳教的傳教士。該修院自1784年起數度易名，計有「北京主教管轄御修院」、「修士團體之家」、「皇家教育進修所」、「澳門聖若瑟利宵修院」以至現稱，又因聖若瑟聖堂的規模僅次於耶穌會士興建的聖保祿教堂（大三巴），故有「三巴仔」或「小三巴」之稱。
聖若瑟修院雖自1728年創辦起屢遭停辦，但在澳門歷史上仍是當地最主要的教育中心之一，該修院除了是一個主要向中國內地傳播天主教的重要的人材培訓基地，亦是促進澳門科技教育與世俗教育重要的貢獻者；在中西文化交流上，該修院培養了一批雙語精英，編寫出一批漢語教材和創新的教學方法，以及主編了多種具權威性的中外字典，在清朝時期的中西文化交流史上作出了顯著的影響。由於聖若瑟修院人才輩出，故被稱為澳門天主教的「少林寺」。
2001年，聖若瑟修院及聖堂獲得聯合國教科文組織亞太區文物古蹟保護獎；2005年，作為澳門歷史城區的組成部分，聖若瑟修院和聖堂被列入世界文化遺產名錄。2010年，澳門文獻信息學會在天主教澳門教區和澳門基金會支持下，以提名人身分選出具有歷史意義和具有影響的澳門教區主教公署的檔案及聖若瑟修院所藏古籍，並以《天主教澳門教區檔案文獻（十六至十九世紀）》為項目名稱，成功向聯合國教科文組織申報列入亞太區《世界記憶名錄》。

## 歷史

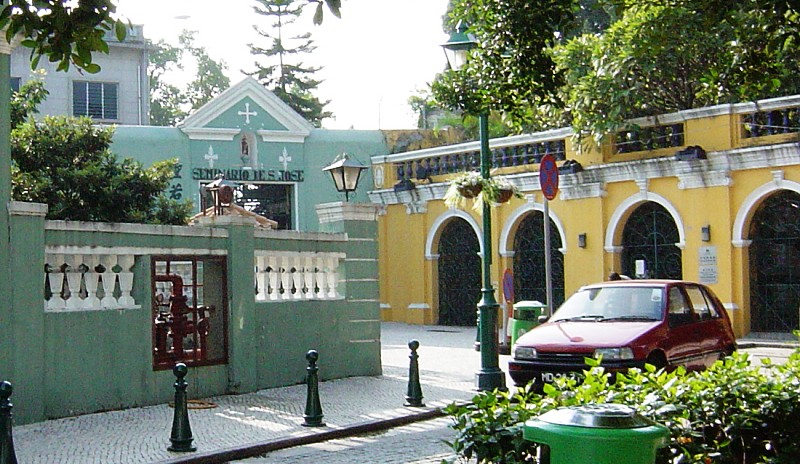
左方建築物為聖若瑟修院入口處，右方為另一處澳門世界文物遺產何東圖書館

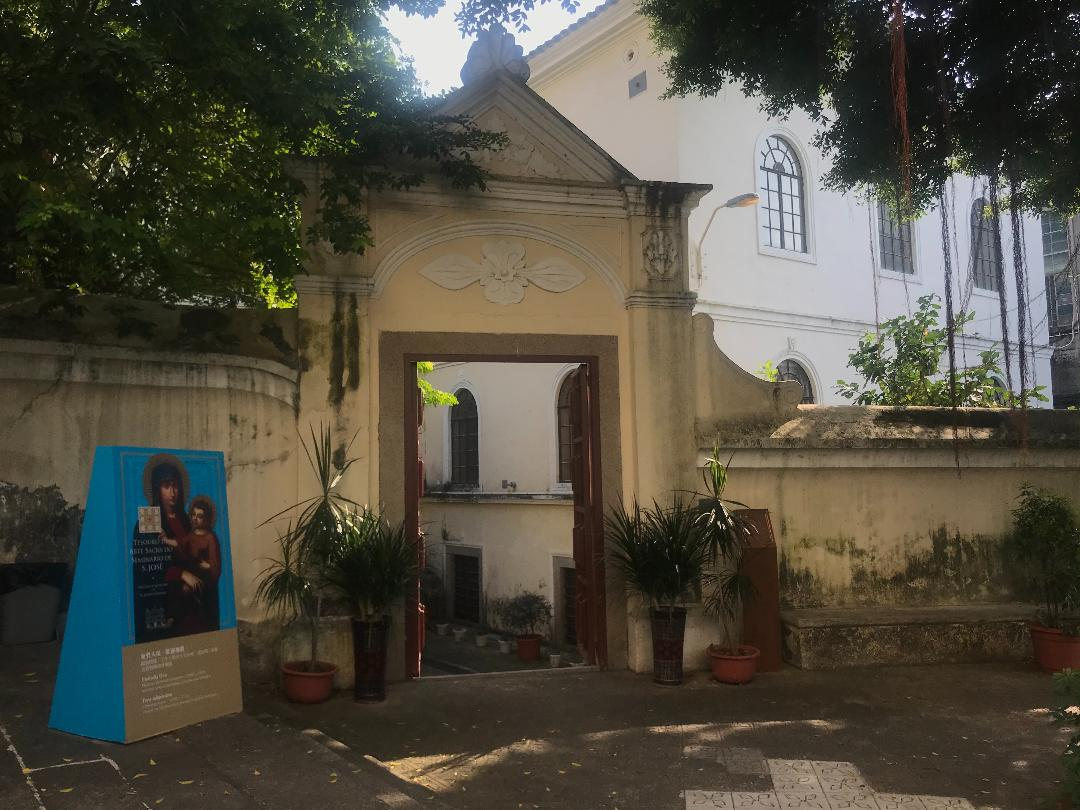
聖若瑟修院藏珍館入口

### 修院創辦初期
1722年，一名商人於澳門半島崗頂前地現聖若瑟修院及聖堂舊址建造了兩所房子。1728年商人去世後，房子被贈送給耶穌會會士，耶穌會會士將之用以開辦神學課程，在同年正式創辦修院。1732年，該修院被命名為「聖若瑟」，以鼓勵學生效法聖若瑟「少說話多做事」的典範，作為學習修己治事的準則。
1746年，修院毗連開始興建聖堂，至1758年落成。由於聖若瑟聖堂的規模僅次於同為耶穌會會士興建的聖保祿學院的天主之母教堂（現大三巴牌坊遺址前身），因此當地人慣稱之為「三巴仔」或「小三巴」。此外，聖若瑟修院成立之初是同為耶穌會創辦的聖保祿學院的分院，專門用以培訓往赴中國內地傳教的傳教士，而聖保祿學院則專門培養赴安南、東南半島以及朝鮮半島的傳教士。
1723年，中國禮儀之爭激烈化，清朝雍正皇帝即位後頒佈禁教措施，下令：嚴懲不願放棄信奉天主教的中國人；限西洋傳教士在半年內離境並逐往澳門；充公及關閉全國300多座教堂，將300多傳教士逐往廣州後遣返歐洲。中方又命令澳門拆毀當地的華人教堂「唐人廟」，將潛逃到澳門的中國教徒交還，以及必須全數送回遣到澳門的傳教士回歐洲。中方的舉動讓澳門全城上下大為緊張，為免中國當局關閉關閘大門切斷物資供應，聖若瑟修院提議澳葡當局提前儲存米糧，讓聖若瑟修院一度充作一座用以儲存糧食的臨時穀倉，直到後來危機解除。
1758年，葡萄牙王國國王若澤一世遭暗殺未逐。1759年，葡萄牙首相蓬巴爾侯爵藉口耶穌會參與暗殺行動，宣佈將之取締，充公其所有財產。1762年，澳葡政府在收到葡王指令後隨即查封聖保祿學院和聖若瑟修院，逮捕了共24名耶穌會士並將他們監禁在葡萄牙聖祖利昂達巴拉城堡，在押解途中，聖若瑟修院修院院長因悲憤難抑加上身體虛弱而中途逝世。耶穌會在澳門擁有的財產被交予澳門主教處理，部分家具和服裝被拍賣。聖保祿學院則先交給澳門市政廳管理，後來被用作軍官宿舍和兵營，學院裡的設備和物品被分配給市政廳和國王財產處，部分無法搬走的物件則被棄置在校舍裡，為駐軍部隊所佔為己用，亦有一些珍貴書籍和歷史文獻被破壞或搶掠。

### 遣使會管理時期
耶穌會被驅逐後，聖若瑟修院一度淪為孤兒院，後來羅馬傳信部委派遣使會赴澳接替耶穌會的傳教和辦學事務。到了1784年9月9日，北京教區主教湯士選（D. Alexandre de Gouveia）重新創辦聖若瑟修院，培養赴中國大陸傳教的傳教士，並由從果阿拉撒路到澳門的曼努埃爾·科雷亞·瓦倫特（Manuel Correia Valente）神父擔任院長。當時有6名從歐洲來的葡萄牙人神父，而在學人士中一度有12名中國大陸人；修院的學生一般至少需花十年時間學習，期間須學習中文、英文、法文、葡文、拉丁語、哲學、神學、算術等學科，也有一些不以神父為目標的當地人也能在修院就讀。到了1815年，修院內有8名中國學生，2名馬來學生，16名澳門本地學生；1831年有7名中國學生，兩名馬尼拉學生，13名澳門本地生。1823年，遣使會會士因與當時的主教意見不合而被迫離去，修院流失大量教職人員；1850年，院內只餘下一名年近90歲的神父教授拉丁文。

### 耶穌會重返時期

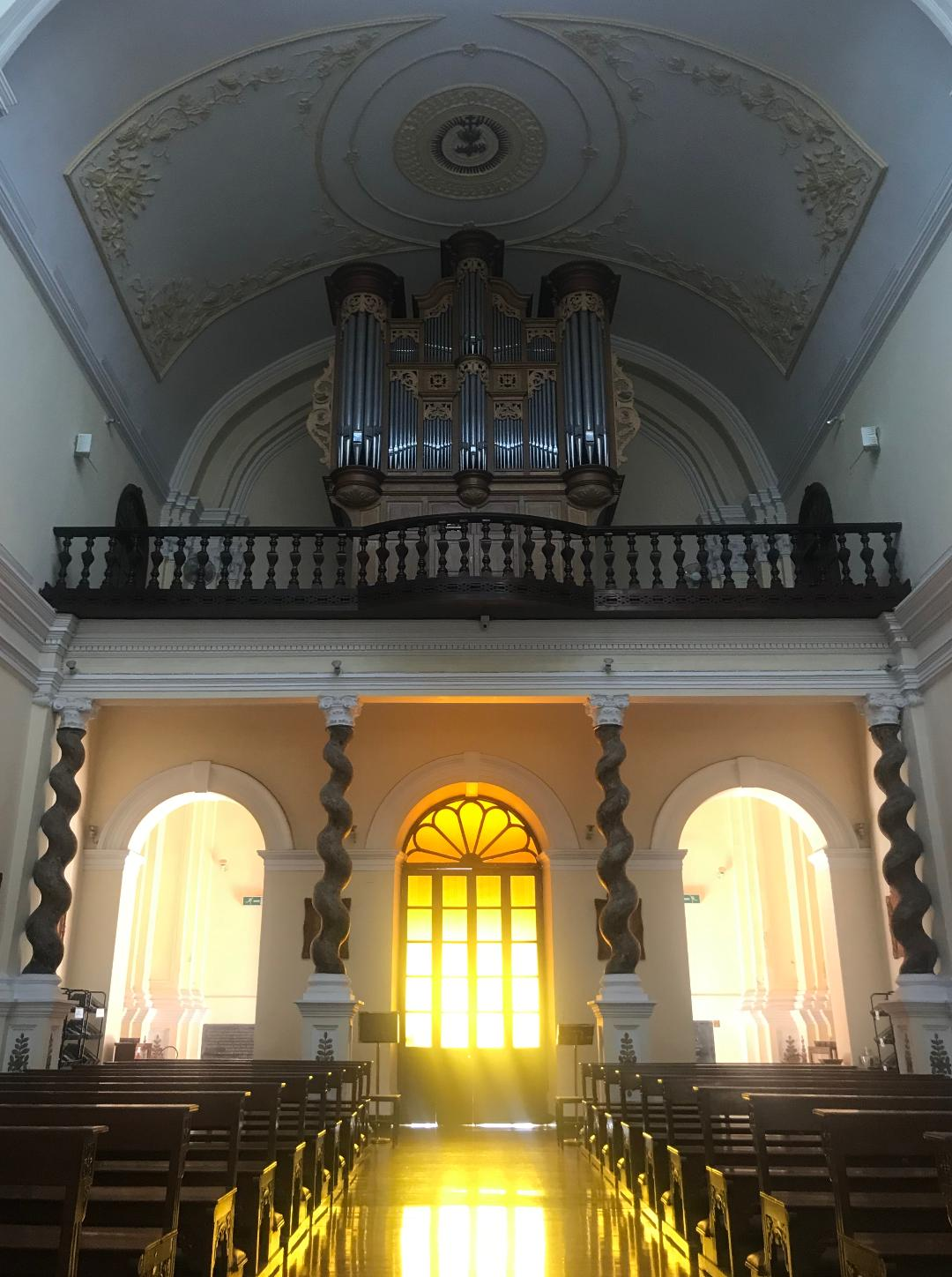
聖若瑟聖堂的唱詩台和管風琴

1857年，耶穌會士重回修院，在往後的七八十年間是修院最興盛的時期。耶穌會士回歸後就讀的修生和學生人數大增，一度有41名寄宿生（修士）和150名走讀生。1870年，學生人數翻了一倍。1870年9月20日，因葡萄牙下令禁止外籍人士在澳門任職，在該院任職的所有外國教師全部離去。1914年，在修院就讀的學生需要學習近30門課程，包括神學、哲學、法律、教會史、宗教儀式、額我略聖歌、基督教義、算術、地理、打字簿記、商業書信、數學、物理、化學、自然史、文學、葡文、法文、拉丁文、中文（包括粤语）、古漢語、英文、教育學、體育、繪畫、鋼琴、交響樂、軍樂、歌詠等，當時畢業生的水準達到可考入當時的香港大學的標準。
1910年，葡萄牙推翻帝制建立共和，耶穌會敎士再次從修院中被驅逐，修院後來由葡萄牙天主敎會管理。

### 近現代
1938年，時任教宗下令聖若瑟修院只許開放予以擔任神職人員為目標的修生，修院的學生人數因而大幅下跌。1966年，中國大陸發生文化大革命，修院的修士們陸續避走葡萄牙，後來修院只開辦一些短期班，以訓練澳門、香港、帝汶、新加坡等地的神職人員。到了1990年代，修院暫停一切神職人員的培訓工作，而教堂則仍然堅持每月舉行一次彌撒。
1953年，時任天主教澳門教區主教羅若望主持策劃聖若瑟教堂的一次較大型修葺，並一度將教堂外立面改為石米飾面。1999年，教堂穹頂從中間裂開，後來經文化司署（現澳門文化局）維修，於同年12月3日完工，由澳督韋奇立將軍主持揭幕和由林家駿主教主持祝聖禮後開始對外開放。
2001年，聖若瑟修院及聖堂獲得聯合國教科文組織亞太區文物古蹟保護獎；2005年，作為澳門歷史城區的組成部分，聖若瑟修院和聖堂被列入世界文化遺產名錄。2010年，澳門文獻信息學會在天主教澳門教區和澳門基金會支持下，以提名人身分選出具有歷史意義和具有影響的澳門教區主教公署的檔案及聖若瑟修院所藏古籍，並以《天主教澳門教區檔案文獻（十六至十九世紀）》為項目名稱，成功向聯合國教科文組織申報列入亞太區《世界記憶名錄》，澳門文獻信息學會理事長楊開荊說，聖若瑟修院保存了自16世紀以來歐洲及遠東來澳傳教士學習的資料，如古籍、期刊、照片等，涉及神學、中國文化及語言、西方學術知識、科技、哲學等領域。教科文組織世界記憶工程亞太地區委員會主席埃蒙森指出，澳門的天主教文獻遺產在時間地點等各方面也相當廣泛，其文獻保存完整且理想，印證了澳門作為東西方文化交流的角色，對世界有重要意義，因此有資格獲選。
聖若瑟大學宗教研究及哲學學院現坐落於此。

## 建築風格

### 修院大樓
聖若瑟修院建成於1758年，設有與聖堂相通的通道，現不對外開放。修院的設計以純樸和簡單靈活為主，附有少量裝飾線條，大樓外牆以黃色為主色，正門外牆則以綠色為主色。修道院分主樓和輔樓，主樓屬老建築，原為兩層建築，後加建為三層，其結構以拱卷支撐，帶有羅馬風建築的古樸風格，屋頂形式為坡屋頂、中式瓦頂；輔樓為兩層高的於1953年修院重修時重建的新建築，其結構為鋼筋混凝土，屋頂形式為平頂。修院大樓內外設有花園，院內各層房間一般由既長且寬的走廊貫連，房間的門窗均為半圓拱狀，地面層鋪有麻石或大階磚，其餘各層則鋪有柚木地板，並設有木天花。

### 修院聖堂

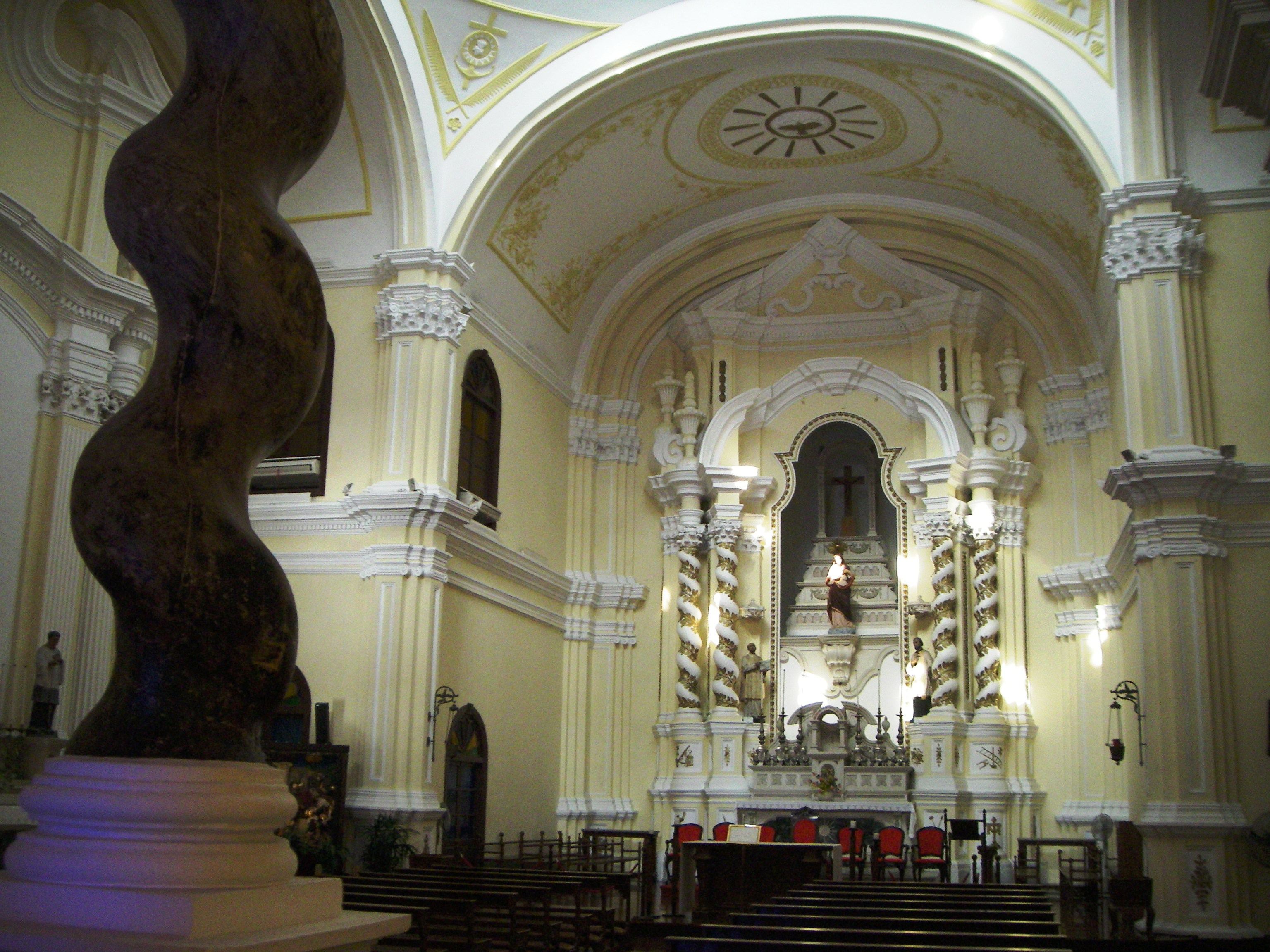
正祭壇和四條支撐經台的柱子之一

聖若瑟聖堂從由入口鐵閘至堂內的柱飾均大量使用曲線，是澳門巴洛克風格最強烈的教堂。教堂正立面寬24.6米，高19米，可分為上下、左右各三部份，頂層兩邊為對稱的鐘塔，塔頂為琉璃瓦頂，左鐘塔3個小門內放有大銅鐘，右邊鐘塔正面亦有一個有近200年的歷史、由意大利著名鑄造家卑他利華建造的銅鐘。教堂的正面有三個入口，主堂平面成拉丁十字型，長軸長27米，短軸長16米，長軸兩端分別為入口前廳及主祭壇。祭壇供放教堂的主保聖人聖若瑟像。與修院相比，聖堂比較華麗且裝飾較多，其中較具特色的是主祭壇上兩組四枝腰纏金葉的旋柱，柱頭以破山花形式收結，以及入口前廳中四枝支撐二樓唱詩台，來自原聖方濟各修道院的木製盤旋柱。四個拱頂形成一四邊內彎的正方形空間，其上以一羅馬式穹窿封頂，穹窿直徑為12.5米，頂部高度為19米，開有三環各16個窗戶，其中最高一環為假窗，另外兩環具透風及採光功能，穹頂內刻有耶穌會會徽。
聖堂內現存放著耶穌會傳教士、被譽為東方宗徒的聖方濟各·沙勿略的手肱骨（聖髑），是天主教會的重要文物。
2009年，一部管風琴被安裝在唱經台上，並不定期舉辦音樂會。

## 中西交流

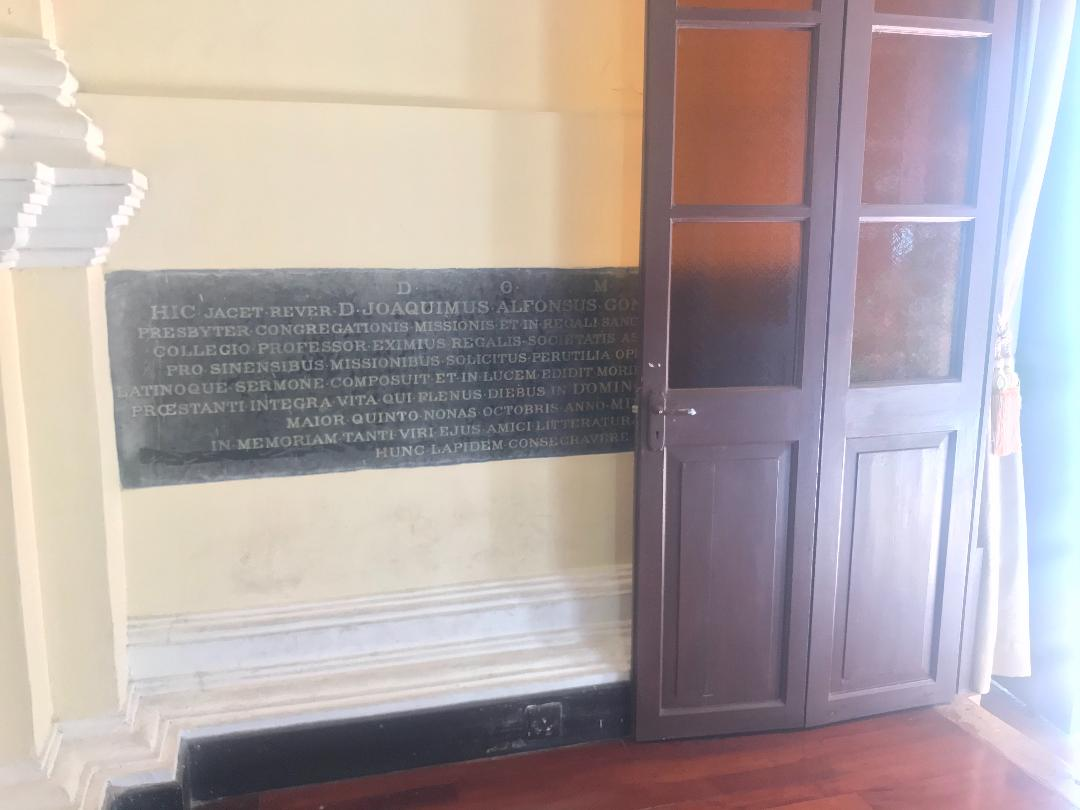
聖若瑟聖堂入口處葬有江沙維的遺骸

### 培養入華傳教士
聖若瑟修院在天主教入華傳播史上佔有舉足輕重的地位，昔日修院是一所為中國天主教教區輸送人才的重要基地，修院培訓了大批前往中國內地傳教的人才，受培養的除了有澳門本地人，亦有中國內地人，也包括從歐洲遠赴聖若瑟修院學習中文後進入中國內地傳教的傳教士如法國人駱尼閣、孟振生、董文學等，當中孟振生在1835年接替薛瑪竇主持蒙古西灣子教務後，積極為聖若瑟修院推薦學生；此外，在江南有5名華籍司鐸是受訓於聖若瑟修院。

### 發展教育事業
在澳門教育史上，聖若瑟修院除了開啟了澳門世俗教育的歷史，也是澳門科技教育的重要開端，在一定程度下促進予中國科技教育的發展。為了以先進的科技知識取得清朝統治者的好感與重用以有效地在中國傳教，故除了拉丁語、神學和數理科目外，修院也相當科技教育；此外，修院倡導平民教育，除了培養教徒外也招收非教徒學生，為了應對澳門社會經濟發展對人才的需求，修院也開設了商科和海員訓練班，培養當地政界和商貿人才。

### 中西語言交流
在中西語言交流上，聖若瑟修院培養了一批有影響力的雙語精英，其中包括學術成就聞名於歐洲、當時被稱為最偉大的漢學家的葡萄牙籍遣使會傳教士江沙維神父（Padre Joaquim Afonso Gonçalves），他於1814年開始在聖若瑟修院任教拉丁語、英语、漢語和音樂等課程，培養了一批雙語人才；此外，他編寫了對後世有深遠影響的漢語教材和主編了多種權威性的中外大字典，如《拉丁語法》、《葡漢字典》、《漢葡字典》、《洋漢合字匯》、《拉漢小字典》、《拉漢大字典》等，以及撰寫的《中國藝術》；也包括編寫了《外國地理備考》一書的澳門土生葡人漢學家瑪吉士（Jose Martinho Marques），此外，一些修院學生也在遠赴印度和歐洲留學成名，當中有於1814年至1820年在葡萄牙科英布拉大學深造的土生葡人吉列梅·若澤·安東尼奧·迪亞斯·彼加多，他後來成長為一名著名的學者；早年就讀修院、後來成為一代名的萊奧卡迪也曾前往印度果阿攻讀醫學。

## 外部連結
- 天主教澳門教區

| 澳門歷史城區 |
| 建築 |
| 媽閣廟 \| 港務局大樓 \| 鄭家大屋 \| 聖老楞佐教堂 \| 聖若瑟修院大樓及聖堂 \| 崗頂劇院 \| 何東圖書館大樓 \| 聖奧斯定教堂 \| 市政署大樓 \| 三街會館（關帝廟） \| 仁慈堂大樓（仁慈堂博物館） \| 大堂（主教座堂） \| 大堂巷七號住宅（盧家大屋） \| 玫瑰聖母堂 \| 大三巴牌坊 \| 哪吒廟 \| 舊城牆遺址 \| 大炮台 \| 聖安多尼教堂（花王堂） \| 東方基金會會址 \| 基督教墳場（包括馬禮遜小教堂） \| 東望洋炮台（包括聖母雪地殿教堂及燈塔）（保育危機） |
| 前地 |
| 媽閣廟前地 \| 亞婆井前地 \| 崗頂前地 \| 議事亭前地 \| 板樟堂前地 \| 大堂前地 \| 耶穌會紀念廣場 \| 賈梅士前地 |
| 区内其他地点及街道 |
| 海事博物館 \| 妈阁斜巷 \| 妈阁街 \| 高楼街 \| 政府總部事務局 \| 聖若瑟教區中學第二、三校 \| 龙嵩正街 \| 亞美打利庇盧大馬路 \| 聖若瑟教區中學第四校 \| 澳門郵政局大樓 \| 聖物寶庫 \| 大三巴街 \| 天主教藝術博物館與墓室 \| 澳門博物館 \| 大炮台山 \| 花王堂街 \| 白鸽巢总站 \| 东望洋山 |

22°11′31″N 113°32′15″E / 22.19194°N 113.53750°E